# Gynoplistia violacea
Gynoplistia violacea là một loài ruồi trong họ Limoniidae. Chúng phân bố ở miền Australasia.